# Mesoleius analis
Mesoleius analis là một loài tò vò trong họ Ichneumonidae.